# Dajići
Dajići (izvirno srbsko Дајићи) je naselje v Srbiji, ki upravno spada pod Občino Ivanjica; slednja pa je del Moraviškega upravnega okraja.

## Demografija
V naselju živi 276 polnoletnih prebivalcev, pri čemer je njihova povprečna starost 52,4 let (50,6 pri moških in 54,5 pri ženskah). Naselje ima 118 gospodinjstev, pri čemer je povprečno število članov na gospodinjstvo 2,65.
To naselje je, glede na rezultate popisa iz leta 2002, večinoma srbsko, a v času zadnjih treh popisov je opazno zmanjšanje števila prebivalcev.
|  |

| Demografija | Demografija     | Demografija     |
| Leto        | Št. prebivalcev | Št. prebivalcev |
| ----------- | --------------- | --------------- |
|             |                 |                 |
|             |                 |                 |
|             |                 |                 |
|             |                 |                 |
| 1948        | 943             |                 |
| 1953        | 1007            |                 |
| 1961        | 1101            |                 |
| 1971        | 947             |                 |
| 1981        | 615             |                 |
| 1991        | 424             | 424             |
| 2002        | 313             | 313             |
|             |                 |                 |

| Etnična sestava po popisu iz leta 2002 | Etnična sestava po popisu iz leta 2002 | Etnična sestava po popisu iz leta 2002 | Etnična sestava po popisu iz leta 2002 | Etnična sestava po popisu iz leta 2002 |
| -------------------------------------- | -------------------------------------- | -------------------------------------- | -------------------------------------- | -------------------------------------- |
| Srbi                                   | Srbi                                   |                                        | 209                                    | 66,77%                                 |
| Nemci                                  | Nemci                                  |                                        | 2                                      | 0,63%                                  |
| Črnogorci                              | Črnogorci                              |                                        | 1                                      | 0,31%                                  |
| Neznano                                | Neznano                                |                                        | 49                                     | 15,65%                                 |